# Rives-du-Couesnon
Rives-du-Couesnon ist eine französische Gemeinde mit 2.919 Einwohnern (Stand: 1. Januar 2022) im Département Ille-et-Vilaine in der Region Bretagne. Sie gehört zum Kanton Fougères-1 und zum Arrondissement Fougères-Vitré.
Sie entstand als Commune nouvelle mit Wirkung vom 1. Januar 2019 durch die Zusammenlegung der bisherigen Gemeinden Saint-Georges-de-Chesné, Saint-Jean-sur-Couesnon, Saint-Marc-sur-Couesnon und Vendel, die in der neuen Gemeinde den Status einer Commune déléguée haben. Der Verwaltungssitz befindet sich im Ort Saint-Jean-sur-Couesnon.

## Gliederung
| Ortsteil                                    | ehemaliger INSEE-Code | Fläche (km²) | Einwohnerzahl zum 1. Januar 2022 |
| ------------------------------------------- | --------------------- | ------------ | -------------------------------- |
| Saint-Georges-de-Chesné                     | 35269                 | 11,62        | .0702                            |
| Saint-Jean-sur-Couesnon (Verwaltungssitz)00 | 35282                 | 18,32        | 1.279                            |
| Saint-Marc-sur-Couesnon                     | 35293                 | 12,05        | .0550                            |
| Vendel                                      | 35348                 | 06,37        | .0388                            |

## Geographie
Die Gemeinde liegt rund zwölf Kilometer südwestlich von Fougères an der Autobahn A84. Die Flüsse Couesnon und Général (teilweise auch Rivière de Billé genannt) durchqueren das Gemeindegebiet.
Nachbargemeinden sind
- Saint-Hilaire-des-Landes im Norden,
- Saint-Sauveur-des-Landes und La Chapelle-Saint-Aubert im Nordosten,
- Billé und Combourtillé im Osten,
- Mecé, Livré-sur-Changeon (Berührungspunkt) und Saint-Aubin-du-Cormier im Süden,
- Mézières-sur-Couesnon im Westen und
- Saint-Ouen-des-Alleux im Nordwesten.